# Pistols 'n' Petticoats
Pistols 'n' Petticoats è una sitcom western statunitense trasmessa sulla CBS dal 17 settembre 1966 all'11 marzo 1967. Prodotta dalla Kayro/Universal Television per CBS Productions, la serie venne creata da George Tibbles, che compose anche la sigla d'apertura. Questa era una delle due sitcom che giravano su CBS con il nome Petticoat nel suo titolo all'epoca: l'altra era  Petticoat Junction , che è stata prodotta da Filmways e che non ha alcun legame con questa.

## Premessa
Pistols 'n' Petticoats racconta la vita della famiglia di pistoleri Hanks, composta dal nonno (Andrew), sua moglie (Effie), sua figlia vedova Henrietta, sua nipote (e figlia di Henrietta) Lucy e il loro lupo domestico Bowser . Il termine "Petticoats" si riferisce alle signore degli Hanks, anche se Lucy (che era cresciuta in città) avrebbe trascorso più tempo in contrasto con il resto del clan piuttosto che aiutare a proteggere la loro terra. Gli Hanks vivono nella città immaginaria di Wretched, Colorado, nel 1870, dove a quel tempo il vecchio West era occupato da fuorilegge. Spetta agli Hanks ripulire la città, il che li ha resi i più popolari tra i cittadini che non con lo sceriffo della città, Harold Sikes, a cui non piace far brillare i riflettori sugli Hanks. Gli Hanks hanno anche come avversari il rivale Buss Courtney e membri di una tribù indiana vicina, guidata dal capo Eagle Shadow e dai suoi assistenti, Grey Hawk e Little Bear.

## Episodi
| N. | Titolo                              | Messa in onda     |
| -- | ----------------------------------- | ----------------- |
| 1  | "A Crooked Line"                    | 17 settembre 1966 |
| 2  | "No Sale"                           | 24 settembre 1966 |
| 3  | "Bitter Blossom O'Brien"            | 1 ottobre 1966    |
| 4  | "Sir Richard of Wretched"           | 8 ottobre 1966    |
| 5  | "The Hank and the Indian War"       | 15 ottobre 1966   |
| 6  | "The Triangle"                      | 22 ottobre 1966   |
| 7  | "A Wagonload of Wives"              | 29 ottobre 1966   |
| 8  | "The Ross Guttley Story"            | 5 novembre 1966   |
| 9  | "The Gun Runners "                  | 12 novembre 1966  |
| 10 | "Lookout Point"                     | 19 novembre 1966  |
| 11 | "Quit Shootin' Folks, It's Grandma" | 26 novembre 1966  |
| 12 | "Shootout at the O'Day Corral"      | 3 dicembre 1966   |
| 13 | "Grandma's Date"                    | 10 dicembre 1966  |
| 14 | "Here Comes Trouble"                | 17 dicembre 1966  |
| 15 | "Willie the Kid"                    | 24 dicembre 1966  |
| 16 | "Wretched Beautiful"                | 31 dicembre 1966  |
| 17 | "Faint Heart Never Won Grandpa"     | 7 gennaio 1967    |
| 18 | "The Stranger"                      | 14 gennaio 1967   |
| 19 | "Beware the Hangman"                | 21 gennaio 1967   |
| 20 | "A Man for Hank"                    | 28 gennaio 1967   |
| 21 | "Petrified Wretched"                | 4 febbraio 1967   |
| 22 | "The Golden Fleece"                 | 11 febbraio 1967  |
| 23 | "Peace Offering"                    | 18 febbraio 1967  |
| 24 | "The Taming of Sorry Water"         | 25 febbraio 1967  |
| 25 | "Colonel Comes to Town"             | 4 marzo 1967      |
| 26 | "Harold's Double"                   | 11 marzo 1967     |